# Saint-Estève-Janson
Saint-Estève-Janson é uma comuna francesa na região administrativa da Provença-Alpes-Costa Azul, no departamento de Bouches-du-Rhône. Estende-se por uma área de 8,65 km². Em 2010 a comuna tinha 388 habitantes (densidade: 44,9 hab./km²).